# Jaapia
Jaapia — рід грибів. Назва вперше опублікована 1911 року.